# Lignes M1 et M2 du métro léger de Charleroi
 (juillet 2018).
Pour les articles homonymes, voir Ligne M1, Ligne M2, Ligne 88 et Ligne 89.
Les lignes M1 et M2 du Métro léger de Charleroi sont une ligne de métro léger qui relie Charleroi à Anderlues, exploitée sous deux indices (M1, M2) selon le sens emprunté dans la boucle du métro léger à Charleroi. Elle a été mise en service le 30 août 1993 en remplacement de l'ancienne ligne vicinale 90 et depuis le 27 février 2012, date de la réorganisation des lignes du métro léger, sous les indices M1 et M2.

## Histoire

### Ligne 90
Depuis le 15 février 1931, la ligne de tramway vicinal 90 relie Charleroi et Binche vers Mons puis La Louvière à partir du 3 juin 1973 à la suite de la suppression de la section Binche - Mons. La ligne totalement rénovée entre 1980 et 1982 entre Anderlues et La Louvière et est suivant les plans de conversion en métro léger établis pour le réseau de Charleroi dans les années 1960 progressivement mise en site propre entre 1982 et 1993 entre Charleroi et Fontaine-l'Évêque. Cette mise en site propre est achevée le 22 août 1992 avec la mise en service de la section Providence - Moulin. Néanmoins, avec la loi de régionalisation en 1991, la SNCV est supprimée et remplacée par la Société régionale wallonne du transport (SRWT) et cinq sociétés d'exploitation. La société d'exploitation responsable des anciens réseaux du Centre et de Mons le TEC Hainaut ne souhaite plus exploiter une ligne devenue isolée à la suite de la suppression des lignes 30 et 80 en 1986. La ligne 90 est donc supprimée le 29 août 1993, remplacée entre Anderlues et La Louvière par un service routier. Son exploitation reste ferroviaire entre Charleroi et Anderlues sous l'indice 89 de l'ancien service partiel de la ligne 90. Elle ne circule plus que sur les emprises du métro léger à l'exception de la section terminale de la ligne entre la station Pétria à Fontaine-l'Évêque et le terminus d'Anderlues Monument.
| Chronologie des travaux du métro léger sur l'antenne de Fontaine-l'Évêque | Chronologie des travaux du métro léger sur l'antenne de Fontaine-l'Évêque | Chronologie des travaux du métro léger sur l'antenne de Fontaine-l'Évêque               |
| Date                                                                      | Section                                                                   | Stations mises en service                                                               |
| ------------------------------------------------------------------------- | ------------------------------------------------------------------------- | --------------------------------------------------------------------------------------- |
| 21 juin 1982                                                              | Morgnies - Paradis                                                        | Goutroux Morgnies, Leernes (M), Fontaine-l'Évêque Paradis                               |
| 29 mai 1983                                                               | - Piges - Dampremy (M) - station Beaux-Arts                               | Charleroi Beaux-Arts, Dampremy (M)                                                      |
| 30 août 1986                                                              | Fontaine - Pétria                                                         | Fontaine-l'Évêque Fontaine, Fontaine-l'Évêque Pétria                                    |
| 22 août 1992                                                              | Providence - Moulin                                                       | Marchienne-au-Pont Providence, Marchienne-au-Pont De Cartier, Monceau-sur-Sambre Moulin |

Le 30 août 1996, l'ouverture des stations Janson et Parc amène à la création de la ligne 88 Anderlues Monument - Charleroi Parc via les stations Beaux-Arts et Waterloo.

### Réorganisation de 2012
Dans le courant des années 2000, le TEC entreprend de terminer la boucle du métro léger à Charleroi, de mettre en service l'antenne vers Gilly dans sa totalité et de réactiver l'antenne de Gosselies en reprenant le tracé de l'ancienne ligne vicinale. Les travaux de la boucle entrepris en 2008 sont terminés en 2012 et à partir du 27 février 2012, le réseau est réorganisé en 4 lignes, les anciennes lignes 88 et 89, deviennent M1 et M2.

## Infrastructure

### Voies et tracé
Sur Charleroi, la ligne 1 emprunte la boucle du métro dans le sens anti-horaire et la ligne 2 dans le sens horaire. Les voies du métro léger sur la boucle sont en site propre intégral (tunnel et viaduc) à l'exception de la section entre la station Tirou et la gare, qui est en site propre en surface.
La ligne quitte la boucle à la station Beaux-Arts et continue sur les voies du métro léger jusqu'à la station Pétria à Fontaine-l'Évêque. Entre Pétria et l'arrêt Surchiste à Anderlues la ligne est à voie unique en accotement le long de la route de Charleroi à Mons puis toujours en accotement atteint Anderlues où via un site en siège spécial elle rejoint l'arrêt de la route de Thuin. De là, la ligne continue vers le terminus du Monument alternant voie unique, voie double, site banal, site propre en chaussée et site en accotement via les rues des Déportés, de la Station, Paul Janson et la chaussée de Mons.

### Stations et arrêts
Outre les stations de métro situées sur les sections du métro léger, la ligne utilise en alternance des stations en chaussée avec des quais, des arrêts simples et un arrêt avec un quai à Anderlues route de Thuin situé sur l'emprise du site en siège spécial.

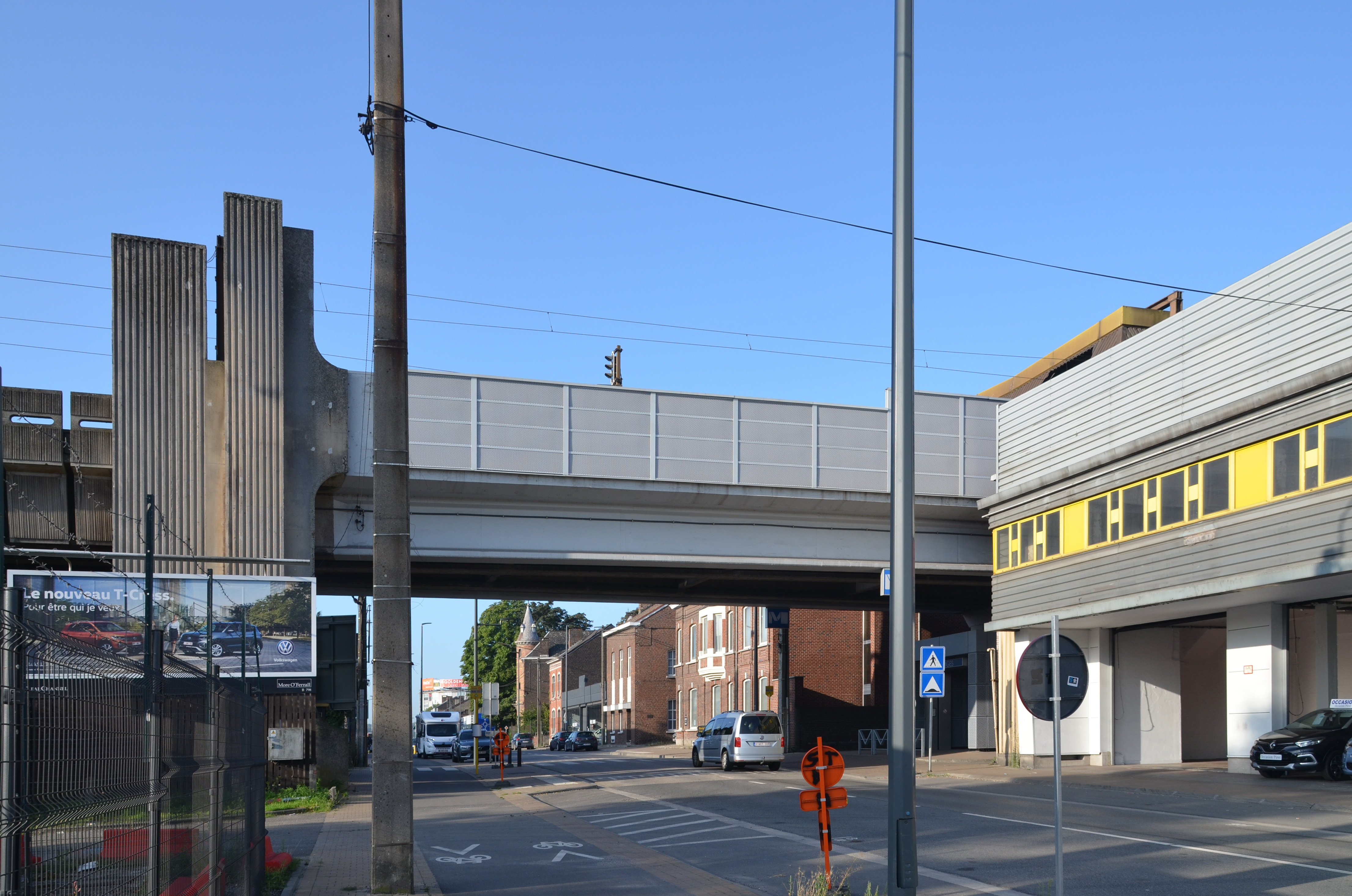
Station Dampremy Piges sur la section du métro léger.
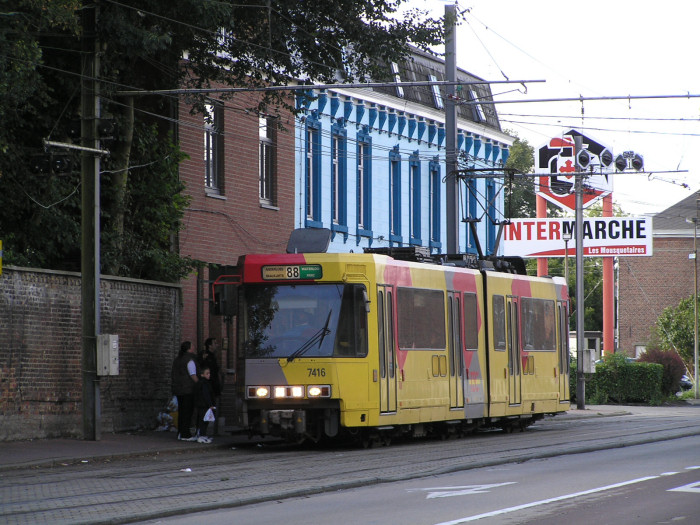
Terminus d'Anderlues Monument, exemple d'un arrêt simple en chaussée.
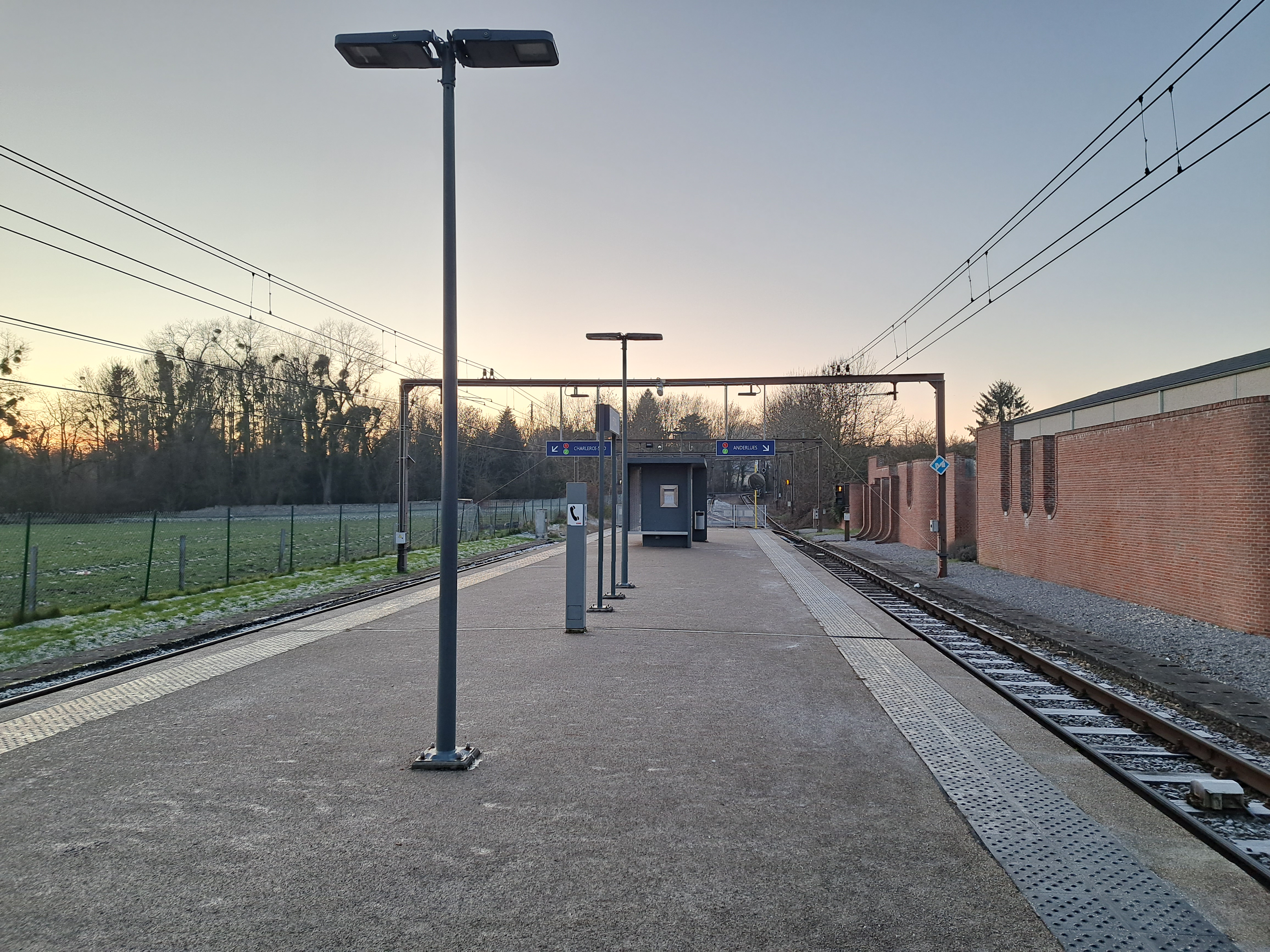
Quai de la station Pétria, à Fontaine-l'Évêque.

| Types d'arrêts utilisés           | Types d'arrêts utilisés  |
| Arrêt                             | Type d'arrêt             |
| --------------------------------- | ------------------------ |
| Charleroi Gare Centrale           | métro                    |
| Charleroi Villette                | métro                    |
| Charleroi Ouest                   | métro                    |
| Charleroi Palais                  | métro                    |
| Charleroi Waterloo                | métro                    |
| Charleroi Janson                  | métro                    |
| Charleroi Parc                    | métro                    |
| Charleroi Tirou                   | en chaussée avec quai(s) |
| Charleroi Sambre                  | en chaussée avec quai(s) |
| Dampremy Piges                    | métro                    |
| Dampremy Dampremy                 | métro                    |
| Marchienne-au-Pont Providence     | métro                    |
| Marchienne-au-Pont De Cartier     | métro                    |
| Monceau-sur-Sambre Moulin         | métro                    |
| Goutroux Morgnies                 | métro                    |
| Leernes                           | métro                    |
| Fontaine-l'Évêque Paradis         | métro                    |
| Fontaine-l'Évêque Fontaine        | métro                    |
| Fontaine-l'Évêque Pétria          | métro                    |
| Fontaine-l'Évêque Coron du Berger | arrêt simple             |
| Fontaine-l'Évêque Surchiste       | arrêt simple             |
| Anderlues Route de Thuin          | siège spécial et quai    |
| Anderlues Jonction                | en chaussée avec quai(s) |
| Anderlues Rue de la Station       | en chaussée avec quai(s) |
| Anderlues Monument                | arrêt simple             |

### Conduite et signalisation
Deux types de conduite et trois types de signalisation lumineuse sont utilisés sur la ligne.
Les sections du métro léger en site propre intégral sont soumises à une conduite avec cantonnement et dispositif d'arrêt automatique des trains (DAAT) pour le contrôle de franchissement des signaux et le respect des vitesses autorisées. Ces sections sont situées entre la sortie de la station Pétria à Fontaine-l'Évêque et la boucle à Charleroi ainsi qu'entre le quai de la Sambre avant l'arrivée à la gare et la sortie du tunnel située avant la station Tirou pour la section sur la boucle. La section entre la sortie du tunnel et l'arrivée à la gare du sud est soumise à la conduite à vue. Les limites de ces sections soumises au cantonnement sont indiquées par une signalisation fixe.

Signalisation fixe et lumineuse du métro léger
Panneau indiquant l'entrée sur une section soumise au cantonnement.
Panneau indiquant la sortie d'une section soumise au cantonnement.
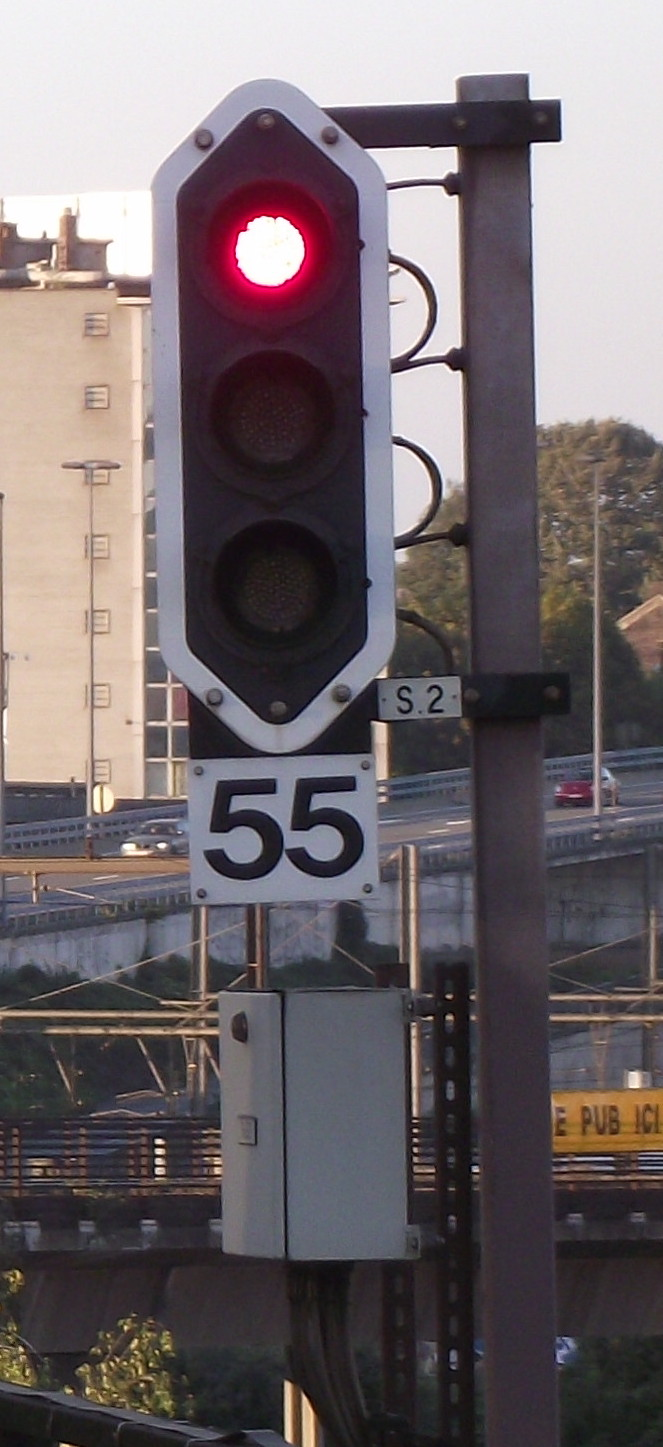
Signalisation lumineuse et panneau d'indication de vitesse utilisés sur les sections du métro léger.

Sur la section entre la sortie du tunnel située avant la station Tirou et le quai de la Sambre avant l'arrivée à Gare Centrale, ainsi qu'entre Pétria et le terminus à Anderlues, les tramways circulent en conduite à vue en respectant les feux de signalisation routière, la signalisation lumineuse tramway ou la signalisation lumineuse SNCV pour voie unique. Cette première signalisation spécifique est mise en place principalement pour les sections en site propre en chaussée pour complémenter la signalisation routière et pour donner la priorité aux carrefours au tramway. La deuxième est une signalisation lumineuse d'occupation héritée de la SNCV utilisée sur les voies uniques.

Signalisation lumineuse tramway
Horizontal - arrêt.
Horizontal avec détection pour la priorité au carrefour indiquant le passage imminent au vertical.
Vertical - passage autorisé.
Idem mais avec le signal de priorité au carrefour éteint.
Cercle et Vertical - passage au rouge imminent.

Principe de fonctionnement de la signalisation pour voie unique.

## Matériel roulant
Les lignes 1 et 2 sont comme les autres lignes du métro léger de Charleroi exploitées avec des motrices articulées BN LRV série 7400 (ancienne série 6100 de la SNCV), mises en service dans les années 1980 par la SNCV et rénovées par le TEC Charleroi.
Le remisage des motrices est effectué au dépôt d'Anderlues.

## Exploitation
| M1                                                                | M1                             | M1                                  | M1                                  | M1                          | M1                                                                     |
| Période                                                           | Premier départ depuis Monument | Premier départ depuis Gare Centrale | Dernier départ depuis Gare Centrale | Dernière arrivée à Monument | Fréquences                                                             |
| ----------------------------------------------------------------- | ------------------------------ | ----------------------------------- | ----------------------------------- | --------------------------- | ---------------------------------------------------------------------- |
| Du lundi au vendredi de janvier à juin et de septembre à décembre | 04:47                          | 05:17                               | 20:10                               | 20:46                       | 30 minutes                                                             |
| Du lundi au vendredi en juillet et août                           | 04:47                          | 05:17                               | 20:10                               | 20:46                       | 60 minutes 30 minutes aux heures de pointe du matin et de l'après-midi |
| Samedi                                                            | 04:47                          | 05:17                               | 19:47                               | 20:23                       | 60 minutes                                                             |
| Dimanche et jours fériés                                          | 06:44                          | 07:17                               | 19:47                               | 20:23                       | 60 minutes                                                             |

| M2                                                                | M2                           | M2                                  | M2                                  | M2                        | M2                                                                     |
| Période                                                           | Premier départ depuis Pétria | Premier départ depuis Gare Centrale | Dernier départ depuis Gare Centrale | Dernière arrivée à Pétria | Fréquences                                                             |
| ----------------------------------------------------------------- | ---------------------------- | ----------------------------------- | ----------------------------------- | ------------------------- | ---------------------------------------------------------------------- |
| Du lundi au vendredi de janvier à juin et de septembre à décembre | 05:37                        | 06:09                               | 18:39                               | 19:03                     | 30 minutes                                                             |
| Du lundi au vendredi en juillet et août                           | 07:07                        | 07:39                               | 17:09                               | 17:41                     | 60 minutes 30 minutes aux heures de pointe du matin et de l'après-midi |
| Samedi                                                            | 05:22                        | 05:54                               | 18:54                               | 19:18                     | 60 minutes                                                             |
| Dimanche et jours fériés                                          | 07:14                        | 07:54                               | 18:54                               | 19:18                     | 60 minutes                                                             |

Un service de bus suppléant, numéroté « M1ab » (« ab » pour « autobus »), est exploité sur le même itinéraire, de 20:00 à 22:00 (trois départs dans chaque direction en semaine, deux durant les weekends, jours fériés et vacances scolaires). À noter que des services partiels ont été ajoutés à l'heure de pointe entre Beaux-Arts et De Cartier afin de mieux répondre à la demande grandissante.

## Tarification
Depuis février 2015, un trajet sur le métro de Charleroi coûte 1,90 € (2 zones, maximum 60 minutes) ou 3,00 € (tout le réseau, maximum 90 minutes).